# 山名誠豊
山名 誠豊（やまな のぶとよ、明応2年（1493年） - 大永8年3月14日（1528年4月3日））は、戦国時代の武将、大名。但馬・備後守護。父は山名政豊。兄に常豊、俊豊、致豊。養子に兄・致豊の子で甥にあたる祐豊。法名は光明院殿玄峰大通大居士。

## 生涯
永正9年（1512年）守護代垣屋氏をはじめとする山名四天王と呼ばれる但馬国人達に担ぎ上げられ但馬・備後守護（山名氏宗家家督）に就任。
大永2年（1522年）に播磨の浦上氏の内紛に乗じて、誠豊は播磨へ侵攻し領土拡大を狙うが、翌年（1523年）11月には敗れて引き上げる。甥にあたる山名祐豊（前守護である兄・致豊の子）を養子にとる。
大永8年（1528年）に死去、祐豊が山名氏の家督を相続した。

## 偏諱を与えた人物
- 山名誠通（因幡山名氏、のち久通に改名）
- 和智誠春（備後国人）